# Stylogaster australis
Stylogaster australis är en tvåvingeart som beskrevs av Guilherme A.M.Lopes 1937. Stylogaster australis ingår i släktet Stylogaster och familjen stekelflugor. Inga underarter finns listade i Catalogue of Life.